# سفارة اليابان في كازاخستان
سفارة اليابان في كازاخستان هي أرفع تمثيل دبلوماسي لدولة اليابان لدى كازاخستان. تقع السفارة في مدينة نور سلطان وهي تهدف لتعزيز المصالح اليابانية في كازاخستان.

## وصلات خارجية
- الموقع الرسمي
- قائمة سفارات اليابان
- قائمة السفارات في كازاخستان